# ليزا ماسون (كاتبة)
ليزا ماسون (بالإنجليزية: Lisa Mason)‏ (1953)؛ روائية أمريكية. وهي باحثة في جمعية فاي بيتا كابا. تخرّجت من كلية الآداب والعلوم والفنون وكلية الحقوق في جامعة ميشيغان. مارست المحاماة في واشنطن العاصمة وسان فرانسيسكو، ثم تفرغت للكتابة القصصية والروائية.